# Darna
Darna (arab. درنة, także Darnah, Derna) – miasto w Libii (Cyrenajka), nad Morzem Śródziemnym. Liczba mieszkańców w 2003 roku wynosiła ok. 126 tys. Stolica gminy Darna.
W potocznej polszczyźnie utrwaliła się nazwa Derna, zapewne pod wpływem dialektalnej wymowy zasłyszanej w kontaktach z miejscową ludnością i angielskiej nazwy miasta.

## Historia i geografia
Miasto położone jest na wąskim tarasie wzdłuż wybrzeża śródziemnomorskiego. Nad samym wybrzeżem przebiega dwupasmowa trasa magistrali nadmorskiej. Od strony lądu wznosi się strome urwisko skalne. Jedną z atrakcji turystycznych w pobliżu Darny jest słynny wodospad w Wadi Darna.
Darnę około 1493 roku założyli uchodźcy islamscy z Al-Andalus, którzy schronili się tu przed prześladowaniami religijnymi ze strony chrześcijan.
W 1805 roku miała miejsce bitwa o Darnę, podczas której amerykański dowódca William Eaton maszerował 500 mil przez Pustynią Libijską i zdobył miasto w pierwszej wojnie berberyjskiej (1801–1805).
W 1912 roku miała miejsce kolejna bitwa o Darnę, w trakcie wojny włosko-tureckiej. W jej wyniku Imperium Osmańskie utraciło miasto na rzecz Królestwa Włoch.
Podczas II wojny światowej miasto przechodziło z rąk do rąk w czasie potyczek między wojskami niemieckimi (Afrika Korps) a wojskami brytyjskimi. Zostało w końcu zdobyte w styczniu 1943 roku.
W 2007 roku wojska amerykańskie w Iraku odkryły listę zagranicznych bojowników wśród irackich mudżahedinów. Spośród 112 Libijczyków na liście, 52 pochodziło z Darny.
W 2023 w wyniku powodzi zniszczony został duży obszar miasta. Zginęło około 11 tys. mieszkańców. A kolejne 10 tys. uznaje się zaginione.

### Zabytki
- Al-masdżid al-atik (stary meczet), uchodzący za najstarszy meczet w mieście, według jednych wybudowany przez ówczesnego gubernatora Mahmuda Karamanli, według innych przebudowany przez niego (w 1772), z jeszcze starszego obiektu. Strop tworzą 42 niewielkie kopułki – jest to cecha charakterystyczna dla architektury regionu Libii, i wymuszona została dostępnym tu budulcem. Z tego powodu nie można przykryć meczetu jedną wielką kopułą, jak to jest w meczetach tureckich.
- Masdżid al-maghar, (zwany pierwotnie Dżami Raszid), wzniesiony na rozkaz Raszida, paszy Barki (1882–1893) w 1884, na miejscu starszego meczetu o nazwie Dżami Abi Gharara.
- meczet o nazwie Masdżid az-zawija zbudowany w 1846, właściwie wykuty w skale, w skarpie, na której rozciąga się zabudowa miasta, w dzielnicy Hajj Abi Mansur.

## Polacy w Darnie
Darna była w okresie od połowy lat 70. XX w. do końca lat osiemdziesiątych miejscem pracy wielu Polaków na kontraktach Polservice-u. Personel lekarsko-pielęgniarski obsługiwał szpital i przychodnię, specjaliści budownictwa zajmowali się projektowaniem i nadzorem inwestycji.

## Zdjęcia

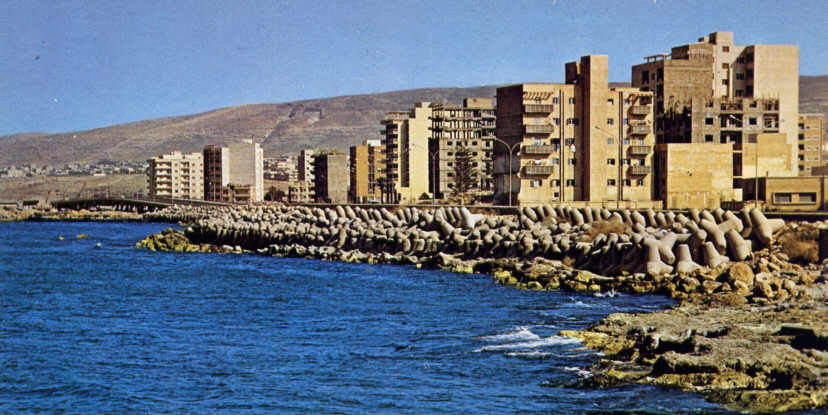
Darna
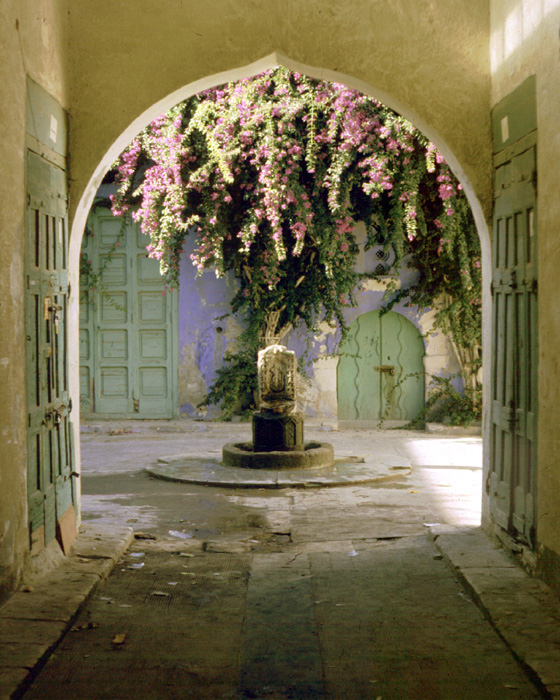
Darna – Podwórko koło starego suku
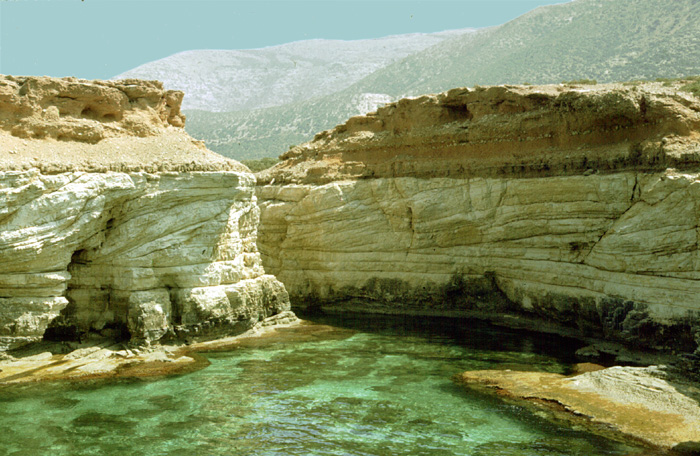
Skaliste wybrzeże śródziemnomorskie koło Darny